# گوشچیرادوف پلبانگسکی
گوشچیرادوف پلبانگسکی (به لاتین: Gościeradów Plebański) یک روستا در لهستان است که در گمینا گوشچیرادوو واقع شده‌است.